# Качкіново
Качкі́ново (рос. Качкиново, башк. Ҡасҡын) — присілок у складі Біжбуляцького району Башкортостану, Росія. Входить до складу Єлбулактамацької сільської ради.
Населення — 190 осіб (2010; 243 в 2002).
Національний склад:
- башкири — 98 %